# Angostylis longifolia
Angostylis longifolia är en törelväxtart som beskrevs av George Bentham. Angostylis longifolia ingår i släktet Angostylis och familjen törelväxter. Inga underarter finns listade i Catalogue of Life.